# Marcin Mielczewski (album)
Marcin Mielczewski – album z utworami polskiego, barokowego kompozytora Marcina Mielczewskiego przygotowany przez dyrygenta Andrzeja Kosendiaka oraz artystów: Wrocław Baroque Ensemble, Aldona Bartnik, Agnieszka Ryman, Aleksandra Turalska, Matthew Venner, Piotr Łykowski, Piotr Olech, Maciej Gocman, Karol Kozłowski, Tomáš Lajtkep, Tomáš Král, Jonathan Brown, Bogdan Makal, Jerzy Butryn. Został wydany 20 stycznia 2017 przez Narodowe Forum Muzyki i CD Accord (nr kat. odpowiednio: NFM 34, ACD 227). Płyta uzyskała nominację do Fryderyka 2018 w kategorii Album Roku Muzyka Dawna.

## Lista utworów
1. Triumphalis dies
2. Laudate Dominum
3. Audite et admiramini
4. Currite populi
5. Canzona prima a tre
6. Veni Domine
7. Deus in nomine tuo
8. Sub tuum praesidium
9. Salve Virgo puerpera
10. Canzona terza a tre
11. Dixit Dominus
12. Confitebor
13. Beatus vir
14. Laudate pueri
15. Magnificat

## Wykonawcy
- Andrzej Kosendiak – dyrygent
- Aldona Bartnik – sopran [1–4, 6, 11–15]
- Agnieszka Ryman – sopran [6, 11–15]
- Aleksandra Turalska – sopran [1–4]
- Matthew Venner – kontratenor [1–4]
- Piotr Łykowski – kontratenor [1–4, 11–15]
- Piotr Olech – kontratenor [9, 11–15]
- Maciej Gocman – tenor [1–4, 8–9, 11–15]
- Karol Kozłowski – tenor [8, 11–15]
- Tomáš Lajtkep – tenor [1–4]
- Tomáš Král – bas [6–7, 9, 11–15]
- Jonathan Brown – bas [1–4]
- Bogdan Makal – bas [8, 11–15]
- Jerzy Butryn – bas [1–4]
- Wrocław Baroque Ensemble:
  - Zbigniew Pilch – I skrzypce
  - Mikołaj Zgółka – II skrzypce
  - Noemi Kuśnierz – III skrzypce [1–2]
  - Małgorzata Kosendiak – IV skrzypce [1–2]
  - Julia Karpeta – viola da gamba
  - Krzysztof Karpeta – viola da gamba [11–15]
  - Janusz Musiał – kontrabas
  - Přemysl Vacek – teorba
  - Anton Birula – teorba [1–4]
  - Marta Niedźwiecka – pozytyw, klawesyn
  - Russell Gilmour – cynk [11–15]
  - David Stuff – cynk [11–15]
  - William Lyons – fagot
  - Johannes Kronfeld – puzon [1, 3–4]
  - Hans-Martin Schlegel – puzon [1, 3–4]
  - Masafumi Sakamoto – puzon [1, 3–4]
  - Martyn Sanderson – puzon [11–15]
  - Daniel Serafini – puzon [11–15]
  - Fabio de Cataldo – puzon [11–15]